# بلت-اسخوت‌اسلوت
بلت-اسخوت‌اسلوت (به هلندی: Belt-Schutsloot) یک منطقهٔ مسکونی در هلند است که در استین‌ویکرلاند واقع شده‌است.